# Молве Греде
46°04′ пн. ш. 17°02′ сх. д. / 46.06° пн. ш. 17.04° сх. д.
Молве Греде (хорв. Molve Grede) — населений пункт у Хорватії, у Копривницько-Крижевецькій жупанії у складі громади Молве.

## Населення
Населення за даними перепису 2011 року становило 280 осіб.
Динаміка чисельності населення поселення: